# Сулеюв (Мазовецьке воєводство)
Сулеюв (пол. Sulejów) — село в Польщі, у гміні Ядув Воломінського повіту Мазовецького воєводства.
Населення — 341 особа (2011).
У 1975-1998 роках село належало до Седлецького воєводства.

## Демографія
Демографічна структура станом на 31 березня 2011 року:
|          | Загалом | Допрацездатний вік | Працездатний вік | Постпрацездатний вік |
| -------- | ------- | ------------------ | ---------------- | -------------------- |
| Чоловіки | 182     | 24                 | 133              | 25                   |
| Жінки    | 159     | 21                 | 87               | 51                   |
| Разом    | 341     | 45                 | 220              | 76                   |